# 多爾夫峰
46°54′10″N 9°16′0″E / 46.90278°N 9.26667°E

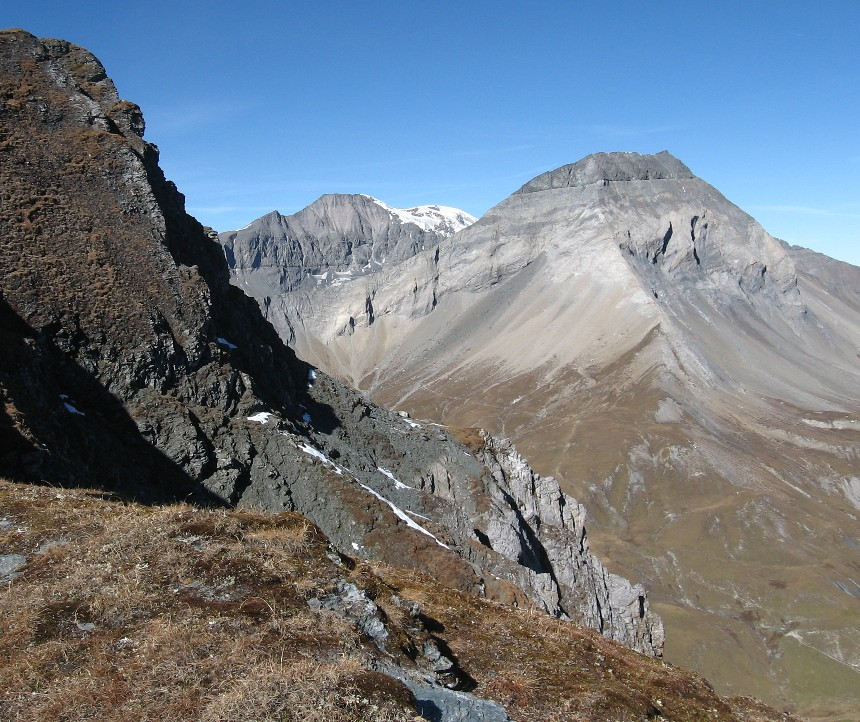

多爾夫峰（Trinserhorn），是瑞士的山峰，位於該國東部，處於格勞賓登州和聖加侖州接壤的邊界，屬於格拉魯斯山的一部分，該山峰海拔高度3,028米。